# Південно-Західне Сомалі
Південно-Західне Сомалі (мовою сомалі: «Koonfur-Galbeed Soomaaliya») — автономна самозвана держава у Сомалі, заснована Хасаном Мухаммадом Нур Шатигадудом, лідером Армії Опору (RRA) 1 квітня 2002. Складалась з 6 сомалійських адміністративних областей:
- Бей,
- Бакул,
- Середня Джуба,
- Нижня Шабелла,
- Гедо,
- Нижня Джуба.

Припинила своє існування під тиском СІС (Союз ісламських судів — ісламістське угрупування повстанців у Сомалі) під час конфлікту із тимчасовим урядом Сомалі на початку Сомалійської війни.